# Myrmarachne jacobsoni
Myrmarachne jacobsoni este o specie de păianjeni din genul Myrmarachne, familia Salticidae, descrisă de Eduard Reimoser în anul 1925. Conform Catalogue of Life specia Myrmarachne jacobsoni nu are subspecii cunoscute.